# Bürsülüm
Bürsülüm è un comune dell'Azerbaigian situato nel distretto di Lerik. Conta una popolazione di 426 abitanti.